# Звенигородский уезд (Московская губерния)
Звенигоро́дский уе́зд — административная единица в составе Московской губернии, существовавшая до 1929 года. Центр — город Звенигород.

## География
Рельеф уезда был холмистым. Высшие точки находились у села Угрюмова (218 м) и Перхушкова (211 м). В обнажении берегов рек и оврагов преобладают горные известняки, прикрытые большей частью морскими глинами. В уезде есть залежи торфа. Почва уезда большею частью глинистая и супесчаная. Из рек уезда Москва и Истра были судоходны. Озёр мало. Леса расположены между реками Москвой и Истрой. Более чем половиной всего количества лесов в уезде владела казна. Частные и крестьянские леса были значительно вырублены. У крестьян имелись незначительные наделы: у бывших помещичьих крестьян 2,9 десятины на душу, у государственных — 3,2 десятины. Почва уезда была неблагоприятна для земледелия; население не могло прокормиться своим хлебом. Крестьяне, находя больше выгоды от кустарных промыслов, забрасывали своё хозяйство, запускали части полей и остальную часть обрабатывали небрежно, слабо её удобряя, за неимением в достаточном количестве скота.

## Административное деление
В 1917 году в уезд входило 8 волостей: Аксиньинская, Еремеевская, Лучинская, Павловская, Перхушковская, Пятницкая, Шараповская и Ягунинская.
14 января 1921 года Еремеевская, Лучинская, Павловская и Пятницкая волости были переданы в новый Воскресенский уезд. 15 апреля была образована Ивано-Шныревская волость.
23 октября 1922 года к Звенигородскому уезду был приосединён Наро-Фоминский уезд в составе 4 волостей: Петровской, Рождественской, Рудневской и Ташировской. Также к Звенигородскому уезду была присоединена Кубинская волость Можайского уезда, а Рождественская и Ташировская волости были объединены в Наро-Фоминскую.
23 марта 1923 года были упразднены Аксиньинская, Рудневская и Шарыповская волости.

## Уездные предводители дворянства
| Время службы | Имя                              | Титул, чин, звание                      |
| ------------ | -------------------------------- | --------------------------------------- |
| 1782—1785    | Сухотин Алексей Николаевич       | генерал-майор                           |
| 1785—1788    | Голицын Николай Михайлович       | князь, бригадир                         |
| 1788—1789    | Волконский Лев Михайлович        | князь, камергер                         |
| 1790—1791    | Шереметев Василий Владимирович   | коллежский советник                     |
| 1791—1794    | Черкасский Алексей Александрович | князь                                   |
| 1794—1797    | Замятнин Андрей Егорович         | полковник                               |
| 1797—1801    | Бланкеннагель Егор Иванович      | генерал-майор                           |
| 1801—1807    | Олсуфьев Дмитрий Адамович        | статский советник                       |
| 1807—1820    | Тучков Алексей Алексеевич        | генерал-майор                           |
| 1820—1828    | Лопухин Пётр Андреевич           | генерал-адъютант                        |
| 1828—1836    | Олсуфьев Василий Дмитриевич      | ротмистр                                |
| 1837—1843    | Кречетников Михаил Иванович      | штабс-капитан                           |
| 1843—1854    | Голицын Михаил Фёдорович         | князь, действительный статский советник |
| 1854—1869    | Голохвастов Дмитрий Дмитриевич   | коллежский секретарь                    |
| 1869—1873    | Хвощинский Пётр Абрамович        | поручик                                 |
| 1873—1875    | Дурново Степан Васильевич        | генерал-майор                           |
| 1875—1884    | Голицын Александр Михайлович     | князь, коллежский асессор               |
| 1884—1887    | Рукин Николай Владимирович       | коллежский асессор                      |
| 1887—1891    | Веригин Евгений Александрович    | полковник                               |
| 1891—1898    | Михалков Владимир Сергеевич      | действительный статский советник        |
| 1899—1911    | Шереметев Павел Сергеевич        | граф, прапорщик                         |
| 1911—1915    | Граббе Павел Михайлович          | граф, полковник                         |

## Карты
| Сборный лист военно топографической карты Московской губернии 1860 г. Масштаб: 2 версты в дюйме (1 см-840м). | Сборный лист военно топографической карты Московской губернии 1860 г. Масштаб: 2 версты в дюйме (1 см-840м). | Сборный лист военно топографической карты Московской губернии 1860 г. Масштаб: 2 версты в дюйме (1 см-840м). | Сборный лист военно топографической карты Московской губернии 1860 г. Масштаб: 2 версты в дюйме (1 см-840м). | Сборный лист военно топографической карты Московской губернии 1860 г. Масштаб: 2 версты в дюйме (1 см-840м). | Сборный лист военно топографической карты Московской губернии 1860 г. Масштаб: 2 версты в дюйме (1 см-840м). | Сборный лист военно топографической карты Московской губернии 1860 г. Масштаб: 2 версты в дюйме (1 см-840м). | Сборный лист военно топографической карты Московской губернии 1860 г. Масштаб: 2 версты в дюйме (1 см-840м). | Сборный лист военно топографической карты Московской губернии 1860 г. Масштаб: 2 версты в дюйме (1 см-840м). | Сборный лист военно топографической карты Московской губернии 1860 г. Масштаб: 2 версты в дюйме (1 см-840м). | Сборный лист военно топографической карты Московской губернии 1860 г. Масштаб: 2 версты в дюйме (1 см-840м). | Сборный лист военно топографической карты Московской губернии 1860 г. Масштаб: 2 версты в дюйме (1 см-840м). | Сборный лист военно топографической карты Московской губернии 1860 г. Масштаб: 2 версты в дюйме (1 см-840м). |
| --- | --- | --- | --- | --- | --- | --- | --- | --- | --- | --- | --- | --- |
| (При нажатии на необходимый лист будет осуществлён переход на соответствующую карту.)                        | | | | | | | | | | | | |